# Dasyrhynchus variouncinatus
Espèce
Dasyrhynchus variouncinatus est une espèce de vers plats, plus particulièrement de cestodes. 